# Secuestro del vuelo 322 de Aeromaya
El secuestro del vuelo 322 de aeromaya fue un acontecimiento ocurrido el 6 de octubre de 1968 y que era operado por una aeronave HS 748 con matrícula XA-SEY y número de serie 1599. El vuelo tuvo origen en el Aeropuerto de la Ciudad de México con destino final en el Aeropuerto de Isla Mujeres, haciendo escalas intermedias en los aeropuertos de Campeche, Chichen Itzá y Cozumel. Se trató del primer secuestro de una aeronave con bandera, matrícula y tripulación mexicana.

## Acontecimientos
La aeronave cubría la última escala de su vuelo entre Ciudad de México e Isla Mujeres cuando a las 13:35 horas, Judith Vázquez, una pasajera de nacionalidad argentina se presentó en la cabina de piloto empuñando un arma y posteriormente amagando a la tripulación y exigiendo que la llevaran a Cuba, pues afirmaba que su vida y la de sus dos hijos que también iban en el vuelo 322 corrían peligro por haber estado involucrada en los hechos del 2 de octubre.
El capitán intentó persuadir a Judith para desistir de sus actos, incluso intentó tomar rumbo a Isla Mujeres de lo cual se dio cuenta la secuestradora, exigiendo nuevamente tomar dirección a Cuba. Tras comunicar los hechos con la central de Aeromaya y tras establecer contacto con el vuelo 175 de LANICA para recibir información de frecuencias de radio y vectores de pista del Aeropuerto de La Habana (pues la tripulación de Aeromaya nunca había volado a Cuba), tomaron rumbo a la isla caribeña.
Un par de pasajeros lograron desarmar a la mujer antes de aterrizar en La Habana, dándose cuenta de que el arma era de juguete, sin embargo no había suficiente combustible, por lo que se decidió seguir el mismo rumbo. La aeronave aterrizo en el Aeropuerto José Martí a las 15:43, siendo escoltada por 2 aeronaves MIG de la Fuerza Aérea Cubana.
Judith Vázquez fue detenida junto con sus dos hijos por la policía cubana, mientras que los demás pasajeros y tripulación fueron interrogados. Tras realizar todos los trámites burocráticos necesarios y recargar combustible, el HS 748 comenzó su vuelo a las 22:05, pero esta vez con rumbo al Aeropuerto de Mérida, en el cual aterrizaron a las 22:15.